# Golfeado
El golfeado, o “golfiao“, forma parte de los dulces tradicionales de Venezuela. Es un pan enriquecido, muy suave y esponjoso en forma de caracola, aromatizado con semillas de anís, relleno de queso blanco y melado de papelón.
Es difícil de determinar el origen concreto del golfeado. Según la tradición oral, tiene sus orígenes en la parroquia de Petare. Jonathan Gutiérrez escribió “Este pan enrollado en forma de caracol apareció en la Panadería Central, cerca de la actual Redoma de Petare, cuando en el siglo pasado los hermanos canarios María Duarte y Gregorio Vicente Duarte hicieron con esta receta una tradición culinaria de la zona.”
Otro punto a tener en cuenta sobre este alimento es el origen de su nombre que, al igual que el origen del alimento, es difícil determinar a ciencia cierta. Según la tradición popular “el nombre de “golfiao’ o «golfeado» nació hace más de un siglo en la hacienda cafetera El Hoyo de las Tapias, que surtía de café a Caracas. Al café le nace una semilla en forma de caracol y a ésta los campesinos la llamaban ‘golfiao’“. “Deducen que alguien, al ver este pastel danés, le dijo a la señora María Duarte ‘deme eso que parece un golfiao’”. Nos comenta el Sr  Fran Suárez, panadero artesanal y promotor de esta receta. Además comenta “La forma y el olor de los golfeados atrajo a todos los que pasaban por la panadería de los Duarte, en bicicletas o simplemente caminado desde la estación del ferrocarril Petare – Santa Lucía”,
Una vez que desaparece la Panadería Central, la receta se va esparciendo por las localidades de Sabana Grande, Palo Verde, el Junquito y Los Teques y hoy en día este alimento se consigue en cualquier rincón de Venezuela, siendo una de las delicias preferidas por los Venezolanos.
La masa se enrolla con una forma similar a la de un caracol por lo que se asemeja a los rollos de canela, y en sus pliegues está relleno con una mezcla de papelón rallado y queso blanco, aromatizados con anís en especie y horneados. Suelen acompañarse con una tajada de queso de mano, un tipo de queso fresco salado y suave también típico del país.

## Etimología

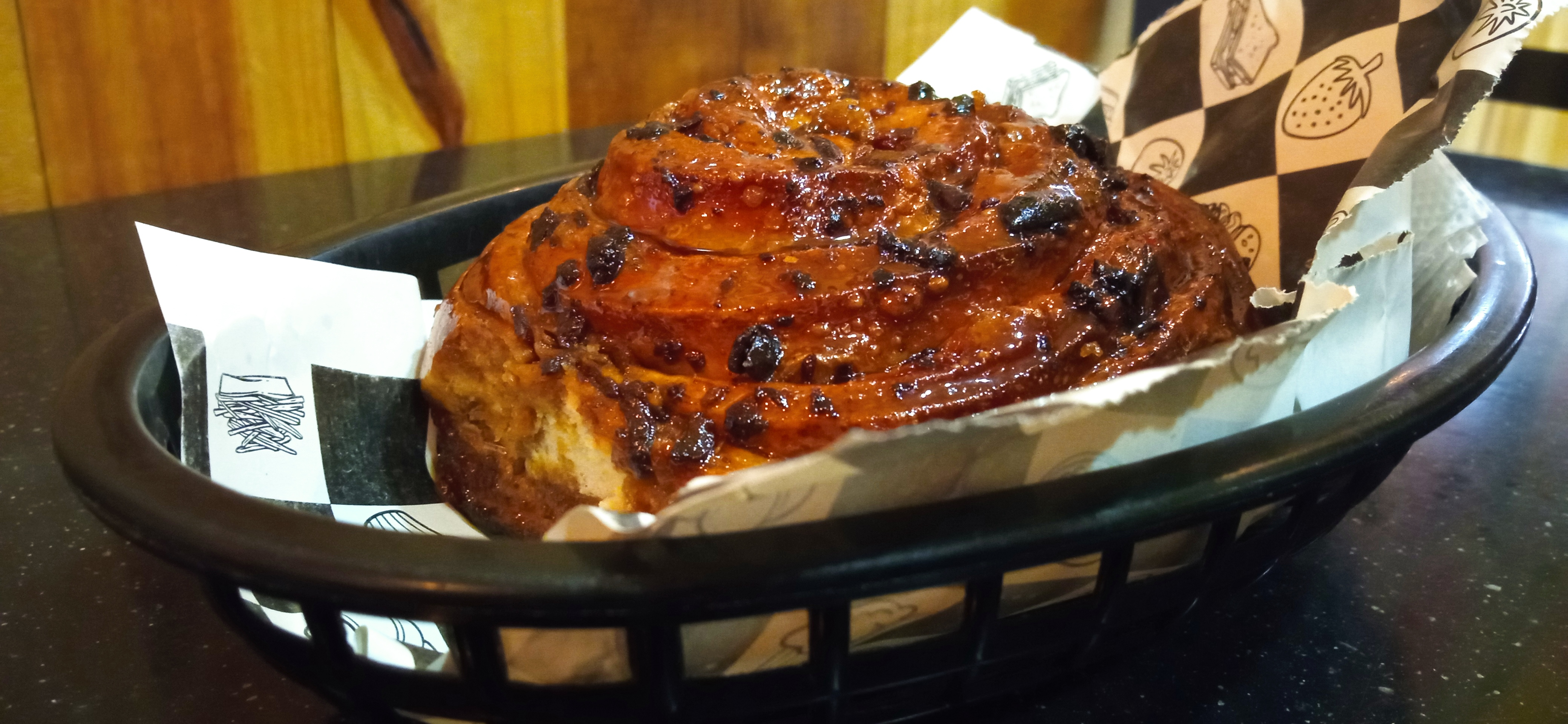
Es común en la cultura venezolana acompañar un Golfeado con una bebida de Malta, también con Café cuando es una merienda.

Por otro lado, aunque la etimología no está del todo clara, al parecer deriva del nombre de un caracol que nacía en las plantas de café o de las semillas del café con forma de caracol que los campesinos llamaban «golfiao».

## Historia

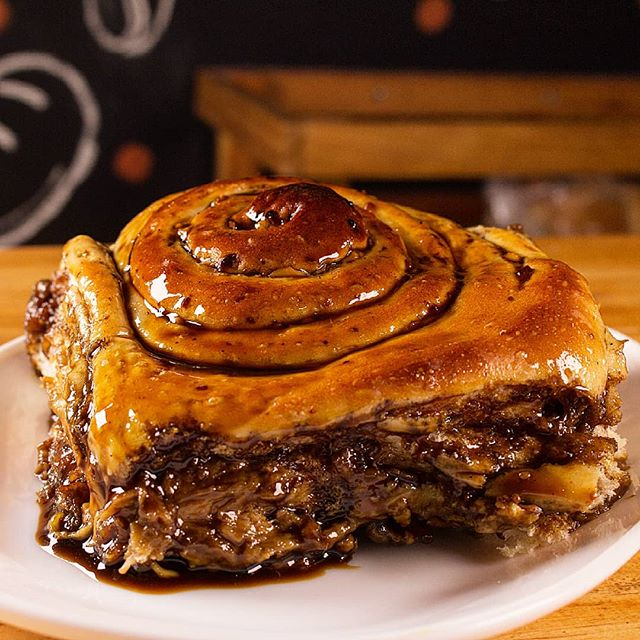
En muchas panaderías de Venezuela se puede encontrar el Golfeado.

Para muchos venezolanos, la subida a Los Teques o al junquito, inclusive un paseo a Macuto, era sinónimo de comer golfeados, pues en cada uno de estos caminos sobresalía una parada obligada por su fama gracias a estos dulces. En lo que coinciden todas estas rutas, es en que son vías de paso para salir de Caracas. De allí a que no parezca muy descabellado que el origen de los golfeados se remonte a Petare, que, para la primera mitad del siglo pasado, era un pueblo alejado de otros caseríos y en el que paraban muchos viajeros para proveerse de alimentos antes de continuar el viaje.
En las crónicas de Petare se señala como autores de esta receta a los hermanos Genaro y María Duarte, quienes, asentados en la calle Libertad, sacaban humeantes bandejas, de sus hornos de leña, de esta «harina leudada, horneada en su justo punto, delgada cinta con cinco vueltas, sazonada con melaza de papelón y queso». El platillo fue copiado inmediatamente tras la popularidad que tomó y que aumentó el número de visitantes de estos hermanos.
Según Jonathan Gutiérrez, el golfeado se originó específicamente en la Panadería Central, propiedad de los hermanos Duarte, que se ubicaba cercana a la actual redoma de Petare.
De igual manera, según Fran Suárez, a principios del siglo XX se asentaron en Petare diversas familias canarias quienes introdujeron a Venezuela las hornerías de su país y se mezclaron con los ingredientes venezolanos dando como origen al «golfiao», escritura original de este dulce. Asimismo, de acuerdo con Suárez, las principales familias que promovieron este dulce fueron los Duarte y los Figuera. Posteriormente, por los años 1950, Petare presentó una transformación urbana que incentivó a que estos canarios migraran, lo que mermó la producción de dicho pan. Sin embargo, más adelante diversos migrantes portugueses recuperaron el este dulce en sus panaderías rebautizándolo como «golfeado» y agregándole como acompañante un queso de mano.